# Djebel Bou Amoud
Le djebel Bou Amoud est une montagne située dans l’Ouest de l’Algérie dans la wilaya de Nâama, à 600 km au sud-ouest de la capitale, Alger.
La température moyenne annuelle dans les alentours est de 22 °C. Le mois le plus chaud est juillet, avec une température moyenne de 33 °C, et le plus froid, janvier, avec une température de 10 °C. Les précipitations moyennes annuelles sont de 270 millimètres. Le mois le plus pluvieux est novembre, avec des précipitations moyennes de 80 millimètres, et le mois le plus sec, est le mois de  juin, avec 2 millimètres.